# Noëlle Guilloton
Noëlle Guilloton est une terminologue et conseillère linguistique d'origine française et de nationalité canadienne, reconnue pour sa contribution à la qualité du français écrit. Elle a notamment exercé comme conseillère experte en communication et en rédaction à l'Office québécois de la langue française (OQLF) jusqu'en 2012. Elle est coauteure du guide linguistique Le français au bureau et autrice du recueil de chroniques Mots pratiques, mots magiques : 140 questions de langue au fil des saisons. En 2016, elle reçoit le Prix Georges-Émile-Lapalme, la plus haute distinction du gouvernement du Québec pour la promotion de la langue française.

## Formation et carrière
Noëlle Guilloton est titulaire d'une licence en anglais de l'université de Montpellier et de deux maîtrises de l'université de Montréal : une en bibliothéconomie (1974) et une en traduction (1977). Elle travaille ensuite à l'Office québécois de la langue française, où elle dirige la division des consultations et la revue Infolangue.
Elle est aussi responsable du projet du Téléphone linguistique, qui reçoit en 1991 le prix d'excellence du Syndicat de professionnelles et professionnels du gouvernement du Québec. Devenue consultante indépendante, elle collabore à la rédaction de guides d'écriture inclusive pour l'université de Montréal et l'École de technologie supérieure (ETS)

## Domaine de recherche
Ses travaux portent principalement sur la terminologie, la qualité du français écrit en milieu professionnel, l'orthographe, la grammaire et la communication inclusive. Elle publie de nombreuses chroniques et formations sur ces sujets,.

## Publications
- Le français au bureau, éditions Publications du Québec, coauteure avec Hélène Cajolet-Laganière[7].
- Mots pratiques, mots magiques, chroniques linguistiques, 1997[8].
- Arrêts sur images, recueil de haïkus, Les Heures bleues, 2010[9].
- Sur le motif, haïkus, Linguatech / Presses de l'Université de Montréal, 2020[10].
- Inclusivement, guide d'écriture inclusive, Université de Montréal, 2021[9].
- Visibles, lisibles, guide de l'ETS, 2022[5].
- Si le Québec m'était dicté : dictées à trous pour tester ses connaissances sur l'orthographe et le Québec Noëlle Guilloton avec la collaboration de Gérald Paquette.  Réseau Québec-France, francophonie, 2022  (ISBN 9782922459104)[11]

## Prix et distinctions
- Prix Georges-Émile-Lapalme (2016)[1].
- Prix littéraires des enseignant·e·s de français, décerné conjointement par l'Association québécoise des professeurs de français (AQPF) et l'Association nationale des éditeurs de livres (ANEL), pour Arrêts sur images (2011)[12].
- Prix Zénith, remis dans le cadre des Prix d'excellence en communication gouvernementale, pour la revue Infolangue (1998)[9].
- Prix d'excellence du Syndicat de professionnelles et professionnels du gouvernement du Québec (SPGQ), dans la catégorie Réalisation exceptionnelle, pour le projet « Téléphone linguistique » (1991)[4].
- Médaille des diplômés d'honneur de la Faculté des arts et des sciences de l'université de Montréal (2007)[4].
- Mérite de l'Ordre des traducteurs, terminologues et interprètes agréés du Québec, prix Joseph-LaRivière, 2015[13].